# Salto del Penitente
Salto del Penitente – 60-metrowy wodospad w departamencie Lavalleja w Urugwaju. Znajduje się na potoku Arroyo Penitente wypływającym z Cerro Penitente, w paśmie Sierra del Carapé, w górach Cuchilla Grande. Położony jest około 20 km na zachód od miasta Minas.

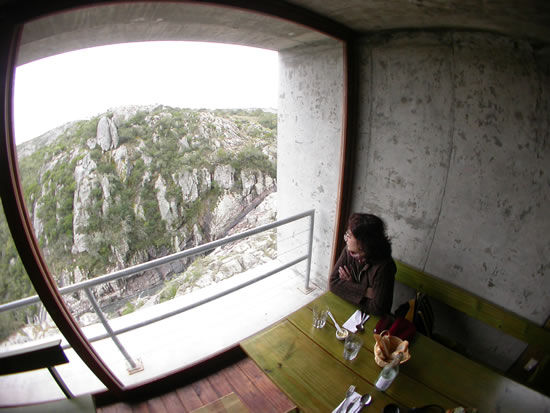
Restauracja oraz punkt widokowy na wodospad

Przy wodospadzie zlokalizowany jest park Parque Salto del Penitente. Prowadzi tu około 18-kilometrowa droga obijająca od drogi krajowej Ruta 8, na jej 125 kilometrze. Park oferuje m.in.: trekking, jazdę konną, wspinaczkę linową oraz pole biwakowe. W 2004 roku zbudowano tu na skale restaurację pełniącą również rolę punktu widokowego.